# George Andrew Reisner
George Andrew Reisner (ur. 5 listopada 1867 w Indianapolis, zm. 6 czerwca 1942 w Gizie) – amerykański archeolog, jeden z najwybitniejszych archeologów pierwszej połowy XX wieku, współtwórca nowoczesnej egiptologii.

## Kariera naukowa
Jego ojciec wywodził się z rodziny niemieckich imigrantów. Po studiach George Andrew pogłębiał swoją wiedzę na uniwersytecie w Getyndze i Muzeum Egipskim w Berlinie. Po powrocie do USA w 1896 r. związał się na stałe z Uniwersytetem Harvarda i Muzeum Sztuk Pięknych  Bostonie. Kierował wyprawami archeologicznymi, organizowanymi przez te placówki, do Nubii, Palestyny i Gizy w Egipcie. Jego pierwsza wyprawa była początkowo finansowana przez Phoebe Hearst, wdowę po senatorze George'u Hearst i matkę potentata prasowego Williama R. Hearsta, i była skierowana do Gizy, której poznawanie tajemnic stało się pracą i pasją jego życia. Był profesorem egiptologii na Uniwersytecie Harvarda, dyrektorem Nubijskiej Służby Archeologicznej przy Gubernatorze Egiptu (1907–1909) i kustoszem Działu Egipskiego w Muzeum Sztuk Pięknych w Bostonie (1910–1942).

## Osiągnięcia

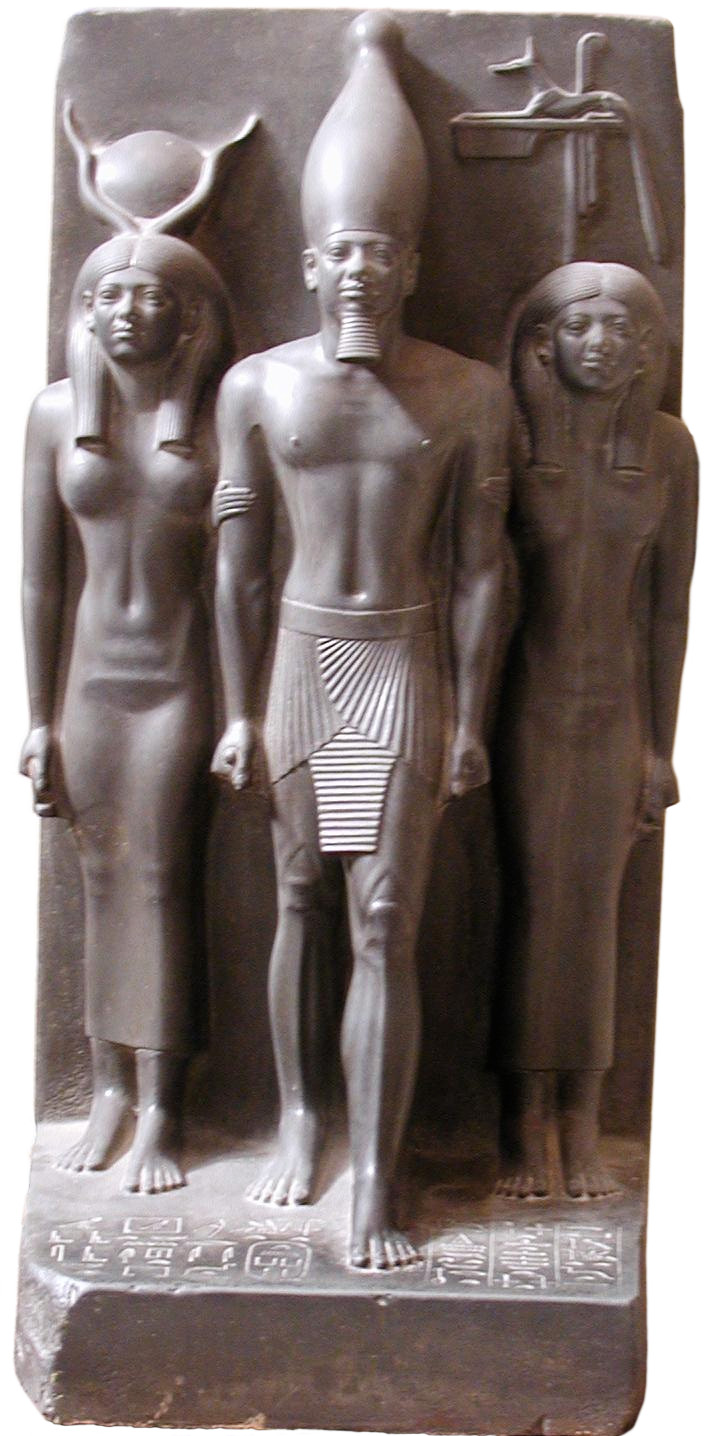
Triada Menkaure z Muzeum Egipskiego w Kairze, jedna z odkrytych przez George Reisera w Gizie

Wielkie zasługi położył w poznawaniu tajemnic starożytnej Nubii oraz podczas eksploracji Gizy, gdzie zdobył sławę jako kierownik wyprawy archeologicznej, prowadzącej rozległe prace w kompleksie piramid w latach 1905–1925.
Do najsłynniejszych jego osiągnięć naukowych należy: 
- opublikowanie kopii Papirusu Medycznego Hearst (od nazwiska pierwszej właścicielki; obecnie w zbiorach Uniwersytetu Kalifornijskiego w Berkeley),
- odkrycie grobu Hetepheres I, żony Snofru i matki Chufu (Cheopsa), władców starożytnego Egiptu z IV dynastii,
- znalezienie w zespole grobowym Menkaure (Mykerinosa) słynnych czterech triad, obecnie eksponowanych w bostońskim Muzeum Sztuk Pięknych oraz Muzeum Egipskim w Kairze,
- odnalezienie, również w kompleksie grobowym Menkaure, warsztatu rzeźbiarskiego z rzeźbami zarówno w stadium szkiców, jak i prawie całkowicie ukończonymi, co pozwoliło odtworzyć etapy ich tworzenia oraz stosowane środki.

## Ostatnie lata
Ostatnie lata spędził w obozie Misji Harvardzkiej w Gizie, gdzie kontynuował pracę pomimo postępującej ślepoty, dyktując sekretarce swoje sztandarowe dzieło o nekropoli w Gizie i zgłębiając historię starożytnego Egiptu i Nubii oraz trwających 3000 lat kontaktów nubijsko – egipskich.
Zmarł w obozie Misji i pochowany został na Cmentarzu Amerykańskim w Kairze.